# Estoïcisme

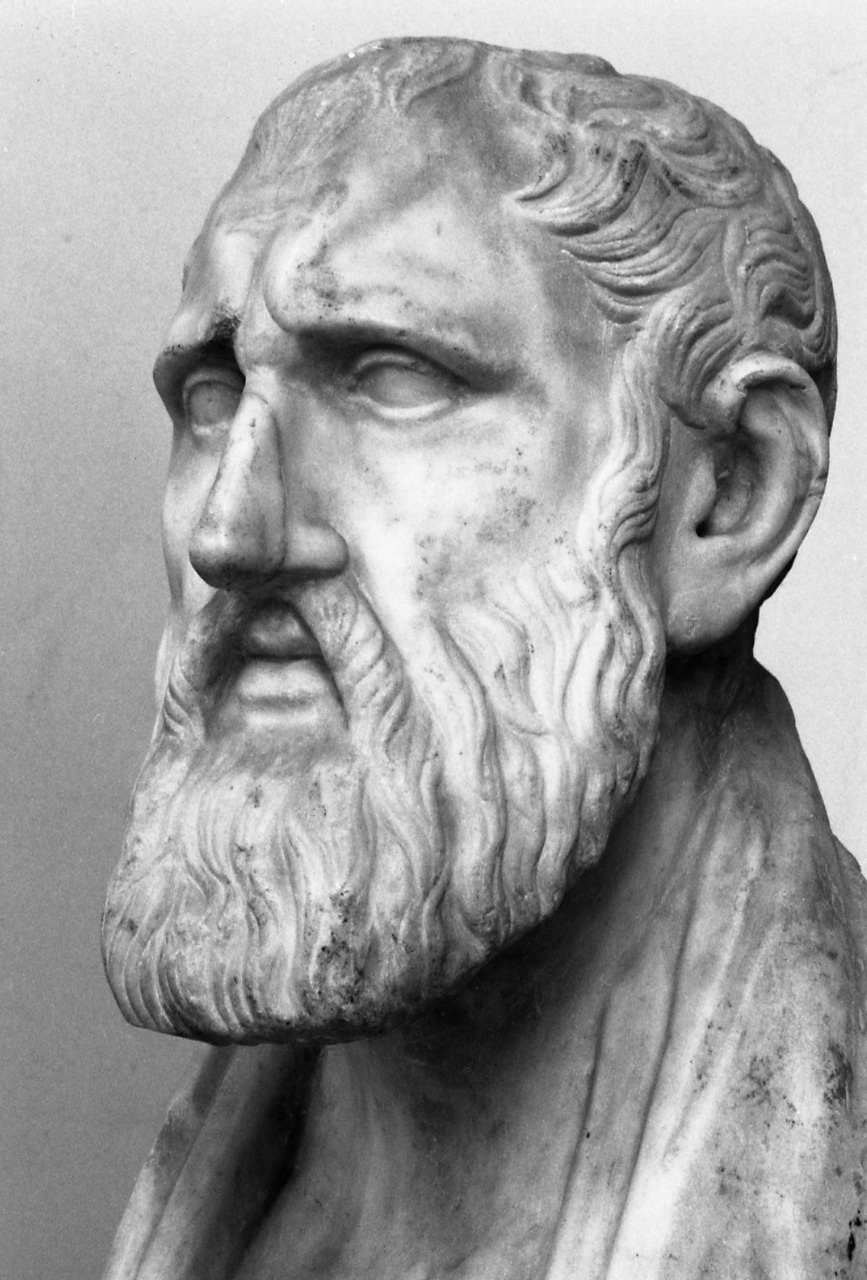
Zenó de Cítion. Foto Paolo Monti, 1969.

L'estoïcisme és un sistema filosòfic fundat per Zenó de Cítion (336 aC-264 aC). El nom de l'escola estoica prové del lloc on Zenó impartia els seus ensenyaments: un pòrtic (stoà) d'Atenes.
En un sentit ampli, es poden considerar estoiques totes les doctrines ètiques que defensen la indiferència envers els plaers i dolors externs, i l'austeritat en els propis desitjos. Ara bé, en un sentit estricte es coneix com a estoïcisme tant el corrent filosòfic grecoromà, iniciat per Zenó, com la teoria ètica mantinguda per aquests filòsofs.
L'ètica estoica es basa en una particular concepció del món: el cosmos està governat per una llei o raó universal que determina el destí de tot el que s'hi esdevé, i que és la mateixa per a la natura que per a l'ésser humà. Per tant, l'ésser humà està limitat per un destí inexorable que no pot controlar i davant el qual només pot resignar-se. Tenint en compte això, considera que la conducta correcta tan sols és possible en el si d'una vida tranquil·la, aconseguida gràcies a la impertorbabilitat de l'ànima, és a dir, mitjançant la insensibilitat envers el plaer i envers el dolor. Aquesta impertorbabilitat només serà assolible en el coneixement i l'assumpció de la raó universal (o destí) que regeix la natura, i per tant, en una vida completament d'acord amb aquesta raó universal.

## Etapes
Tradicionalment es distingeixen tres etapes en el pensament estoic, però es conserven pocs textos de les dues primeres.
- Estoïcisme antic (fins al segle iii aC): on es creen les bases de la filosofia estoica, amb pensadors com el fundador Zenó, Aristó de Quios, Cleantes, Crisip de Soli i Antípater de Tars.
- Estoïcisme mitjà (fins al segle I aC): on s'incorporen elements d'altres escoles filosòfiques, amb pensadors com Paneci de Rodes o Posidoni.
- Estoïcisme tardà (posterior al segle I aC): on augmenta l'èmfasi en la moral i que va perdurar a Roma, amb pensadors com Sèneca, Epictet o Marc Aureli.

## Pensament
Els estoics també divideixen la filosofia en tres disciplines: lògica, física i ètica.

### Lògica
L'ús lògic del llenguatge i, en especial, l'estudi de les proposicions gramaticals va centrar l'interès dels estoics, que van distingir entre el signe o significant i la cosa significada o significat. Aquest darrer, que és immaterial, estableix una relació entre la realitat de les coses i la realitat de les paraules.

### Física
En ser la Naturalesa i la raó la mateixa cosa, hi ha una unitat de l'Univers immers en el foc divi (logos) que tot ho regeix. Com en Heràclit, foc i matèria constitueixen els dos principis (l'actiu i el passiu) de l'Univers, que es necessiten mútuament i determinen l'afinitat entre les coses. Aquesta espècie de "logos" es solia concebre com un concepte amb una certa voluntat pròpia integrada per dos conceptes diferents:
- La matèria passiva o inanimada que resta impassible davant tot allò que el "logos" mou.
- Una ànima activa pròpia del "logos" que és la que dona força, vida i sentit a tot allò que existeix.

### Ètica
La principal preocupació dels estoics és aconseguir la felicitat (eudaimonia), que es fonamenta en el viure en harmonia amb el món adaptant les necessitats individuals a la naturalesa a través del vincle universal que constitueix el Logos, principi racional del qual participen tots els éssers.
Les realitats morals es divideixen en bones, dolentes i adiàfora, aquelles que cauen fora de la llei moral. Ser feliç és ser virtuós, mitjançant l'adaptació a les circumstàncies que proporciona l'autarquia o autosuficiència.